# Maurice Sand
Jean-François-Maurice-Arnauld, Barón Dudevant, conocido como Maurice Sand (París, 30 de junio de  1823 — Nohant-Vic, 4 de septiembre de 1889), fue un artista, diseñador, entomólogo y escritor francés. Hijo de la escritora y novelista George Sand, de la que tomó el sobrenombre y con quien se mantuvo muy unido a lo largo de su vida. De su polifacética producción quizá lo más apreciado sean sus diseños y estudios en relación con la commedia dell'arte de la escuela francesa.

## Biografía
Hijo del barón François Casimir Dudevant, aristócrata casi arruinado y de Amandine Aurore Lucile Dupin, que en 1831, se separó de su esposo llevándose a sus dos hijos y se instaló en París, y cinco años después obtuvo el divorcio.
Con quince años, Maurice vio quebrantada su salud por una serie de ataques reumáticos. En esa época, Amandine Aurore Lucile (George Sand) y sus dos hijos, Maurice y Solange (cinco años menor pero mucho más vivaz y que se casaría con el escultor Jean-Baptiste Auguste Clésinger), convivían con Frédéric Chopin, que ya tenía síntomas de tuberculosis, aunque todavía no se la habían diagnosticado. De ese modo, decidieron pasar el invierno en la isla de Mallorca. Era el año 1838.
A partir de 1846, contando Maurice 23 años de edad, la familia Dudevant/Sand se instala durante largas temporadas en la casa familiar en Nohant, cerca de Chateauroux, donde Maurice desarrolló sus aficiones e inquietudes artísticas.
A sus 39 años, y para poder mantener un cierto nivel social, su madre le recomendó que se casase con Lina Calamatta, hija de uno de sus amigos, (el pintor y grabador italiano Luigi Calamatta, discípulo de Ingres). La boda se celebró el 17 de mayo de 1862. El matrimonio tuvo dos hijas, Aurore (1866-1961) y Gabrielle (1868-1909). Aurore Sand, también pintora, se casó con Charles Frédéric Lauth (1865-1922), y vivió en Nohant hasta su muerte. Gabrielle se casó con un profesor de dibujo italiano, Romeo Palazzi.
A lo largo de sus vidas, tanto su madre como él tuvieron que ir vendiendo parte del patrimonio familiar (entre el que se encontraban 
tres pinturas de Delacroix). El 8 de junio de 1876 murió su madre, a la edad de 71 años. Trece años después, fue enterrado junto a ella en el panteón familiar del cementerio de Nohant.

## Polifacético
Además de prolífico diseñador, pintor (alumno de Delacroix), escritor y geólogo, Maurice Sand fue un apasionado titiritero, con un teatro de títeres estable en su casa de Nohant.
Cazador y coleccionista de mariposas, fue miembro de la Sociedad Entomológica de Francia.

## Obras
(bibliografía en francés)
- Callirhoe. París, Michel Lévy Hermanos, (1864);
- La chica del mono. París, P. Ollendorff, (1886);
- El gallo con el pelo de oro. París, Librairie Internationale, (1867);
- Quebec: cartas de viaje (1862); reeditado en París, por Magellan & Cie, en 2006 (ISBN  9782350740256);
- L'Atelier d'Eugène Delacroix (1839-1848) (París, Fundación George y Maurice Sand (1963);
- El Augusta. París, Michel Lévy Hermanos, (1872);
- La señorita de Cérignan. París, Michel Lévy Hermanos, (1874);
- Miss Mary. París, Michel Lévy Hermanos, (1868);
- Raoul de la Chastre: aventuras de amor y de guerra. París, Michel Lévy Hermanos, (1865);
- Seis mil kilómetros a toda velocidad (1873); reeditado en París,  por Guénégaud, en 2000, (ISBN  9782850230981)